# Severed Heads
Severed Heads — австралийская рок-группа, образовавшаяся в 1979 году в Сиднее и исполнявшая экспериментальный синт-поп с элементами авангарда и индастриал, насыщенный студийными эффектами и «найденными шумами».

## История группы
В первый состав группы (которая называлась первоначально Mr. and Mrs. No Smoking Sign) вошли Ричард Филдинг, Эндрю Райт и Том Эллард. Первые двое вскоре ушли; Эллард же в течение всех последующих лет оставался лидером группы и её вдохновителем. В последние годы он работал, в основном, со Стивеном Джонсом.
Получив в 1984 году контракт с Volition (в США — с Nettwerk Records), группа вошла в чарты с синглом «Dead Eyes Opened» и провела успешное мировое турне, оформленное как мультимедийное представление (видеосинтезаторы Стивена Джонса играли здесь главную роль).
В конце 1980-х годов в американские списки вошел сингл «Greater Reward» (#19 Billboard Club Charts), вышедший в комплекте с ремиксами Роберта Расича, продюсера из Сиднея, который в то время активно сотрудничал с Severed Heads и считался неофициальным участником группы.
Начиная с 1998 года, выкупив все права на свои произведения у Sony Music, Эллард приступил к организации собственного интернет-бизнеса (sevcom.com). В числе созданных им новаторских проектов — Sevcom Music Server, система распространения эмбиентной музыки, работающая на основе подписки. В конце 1990-х годов Эллард записывался со своим побочным проектом Coklacoma и сотрудничал с другими исполнителями экспериментальной электронной музыки, такими, как Пол Мак (Itch-E, Scratch-E), Boxcar и The Lab.
В 2010 Том возродил проект вместе с поклонником Стюартом Лоулером (Stewart Lawler) для шоу на Сиднейском фестивале в честь 30-летия формирования. В 2016 издается сингл Beautiful Arabic Surface, а в 2017 полноценный альбом Donut. Осенью 2019 после серии американских концертов и выхода LP Living Museum группа Severed Heads снова распались.

## Дискография

### Альбомы
- Ear Bitten (1980)
- Clean (1981)
- Blubberknife (1983)
- Since the Accident (1983)
- City Slab Horror (1985)
- Clifford Darling, Please Don’t Live In The Past (1985)
- Come Visit the Big Bigot (1986)
- Bad Mood Guy (1987)
- Bulkhead (1988)
- Rotund For Success (1989)
- Retread (1991)
- Cuisine (1991)
- Gigapus (1994)
- Severything V. 1 (1996) (CD-ROM)
- Haul Ass (1998)
- Op1.0 (2002)
- Op2.0 (2004)
- The Illustrated Family Doctor (2005) (Soundtrack)
- Op2.5 — Millennium Cheesecake (2005)
- Under Gail Succubus (2006)
- Viva! Heads! (2006)
- СomMerz (2007)[5]